# SV Fortuna '67
SV Fortuna '67 is een atletiekvereniging uit Sint-Oedenrode.

## Historie
De vereniging is opgericht op 15 december 1967 en heeft ongeveer 350 leden. De club is aangesloten bij de Atletiekunie en ligt in atletiekregio 14, De Kempen. De club is een omnivereniging, naast atletiek zijn de andere disciplines trimmen, wandelen en mountainbiken. De clubkleuren zijn oranje en zwart. 